# Stone Cold Steve Austin
Steve Austin rođen Steven James Anderson 18. prosinca 1964., kasnije Steven James Williams poznat pod imenom "Stone Cold" Steve Austin, američki je umirovljeni profesionalni hrvač, glumac, producent i televizijski voditelj.

## Životopis
Već pri dolasku 1999., Austin se upetljao u svađu s The Rockom kad ga je Vince McMahon eliminirao iz Royal Rumblea dok ga je Rock skrenuo. Međutim, Austin je još uvijek dobio mjesto u glavnom događaju na WrestleMania XV i osvojio je svoje treće prvenstvo od The Rocka sa Stone Cold Stunner-om. Zadržao je titulu protiv The Rocka u Kavgi Kotlovnice. U 1996. Austin je izgubio titulu protiv The Undertakera, ali ju kasnije ponovno osvaja.
Nakon automobilske nesreće i operacije kralježnice bio je izvan treninga sljedećih 11 mjeseci. Međutim, Austin se vratio na hrvačku scenu u Backlash 2000. kad je pomogao The Rock-u osvojiti svoje četvrto WWF prvenstvo od Triple H ('Michael Paul LeVesque'). Prilikom borbe između Mercya i Rikishija ('Solofa Fatu') u No Holds Barred, došlo je do zaustavljanja nakon čega Austina privodi policija. Misterija je otkrivena da je Triple H imao Rikishija koji je pobijedio Austina, a Austin se borio protiv Triple H na Survivor Series 2000 i pobijedio.
Steve je imao priliku osvojiti titulu WWF-a od tadašnjeg nositelja, Kurt Anglea, na Armaggedonu 2000. U Hell In A Cell meču su također sudjelovali i Kurt Angle, TheRock, Triple H, Rikishi, i The Undertaker. Austin je imao naslov u ruci kad je pogodio The Rock s Stone Cold Stunnerom, ali se Angle ušuljao i pokrio The Rock kako bi zadržao naslov.

## Vanjske poveznice
|  | Zajednički poslužitelj ima još gradiva o temi Stone Cold Steve Austin |

- (kao Steve Austin ) na IMDb-u
- Steve Austin (kao Stone Cold) na Facebooku
- Steve Austin na Twitteru